# Falcón

Falcón läge i Venezuela

Falcón flagga

Falcón är en delstat i Venezuela, en av 23 delstater. Delstaten är 24 800 km² stor och innefattar cirka 901 500 invånare (2007). Huvudort i delstaten är Coro. 
Området omfattar kustslätter och den nordliga delen av bergskedjan Anderna. I Falcón finns också halvön Paraguaná.
Klimatet är torrt och den bördiga jorden begränsas vid dalgångar och bergssidor.
Näringsliv i delstaten är boskapsuppfödning, jordbruk och olja. Delstatens industri finns främst på halvön Paraguaná och huvudorten Coro. På halvön finns oljeraffinaderier med stor kapacitet.

## Kommuner
Delstatens kommuner (municipios) med centralort inom parentes.
1. Acosta (San Juan de los Cayos)
2. Bolívar (San Luis)
3. Buchivacoa (Capatárida)
4. Cacique Manaure (Yaracal)
5. Carirubana (Punto Fijo)
6. Colina (La Vela de Coro)
7. Dabajuro (Dabajuro)
8. Democracia (Pedregal)
9. Falcón (Pueblo Nuevo)
10. Federación (Churuguara)
11. Jacura (Jacura)
12. Los Taques (Santa Cruz de Los Taques)
13. Mauroa (Mene de Mauroa)
14. Miranda (Coro)
15. Monseñor Iturriza (Chichiriviche)
16. Palmasola (Palmasola)
17. Petit (Cabure)
18. Píritu (Píritu)
19. San Francisco (Mirimire)
20. Silva (Tucacas)
21. Sucre (La Cruz de Taratara)
22. Tocópero (Tocópero)
23. Unión (Santa Cruz de Bucaral)
24. Urumaco (Urumaco)
25. Zamora (Puerto Cumarebo)